# Synopeas tuberosum
Synopeas tuberosum är en stekelart som beskrevs av Sundholm 1970. Synopeas tuberosum ingår i släktet Synopeas och familjen gallmyggesteklar. Inga underarter finns listade i Catalogue of Life.